# Richard Kalkhof
Richard Kalkhof (* 31. Dezember 1858 in Gersfeld; † 6. Juli 1925 in Traunstein) war Jurist und Mitglied des Deutschen Reichstags.

## Leben
Kalkhof besuchte von 1865 bis 1871 die Volksschule in Bullenheim, bis 1877 das Gymnasium und bis 1881 die Universität Würzburg, sowie von 1871 bis 1882 die Königliche Musikschule daselbst. Während seines Studiums wurde er 1877 Mitglied der Burschenschaft Arminia Würzburg. 1885 wurde er Amtsgerichtssekretär in Wegscheid, 1889 Amtsrichter in Waldmünchen, 1892 Amtsrichter in Ansbach und 1897 Oberamtsrichter in Wertingen. Er genügte seiner Militärpflicht 1877/78 als Einjährig-Freiwilliger beim 9. Infanterie-Regiment "Wrede" in Würzburg. 1885 gab er eine Sammlung gemischter Chöre im Volkslied- und Madrigalton heraus, trat mehrfach als Konzert- und Oratoriensänger öffentlich auf und war Musikkritiker. 1906 machte er die dreimonatliche parlamentarische Studienreise nach Deutsch-Ostafrika mit, seine Reiseberichte erscheinen in der Augsburger Post-Zeitung. Er erstattete u. a. Referate über den Gesetzentwurf betreffs Änderungen des Gerichtsverfassungsgesetzes und über die Petition der Akwa-Häuptlinge.
Von 1903 bis 1912 war er Mitglied des Deutschen Reichstags für den Wahlkreis Schwaben 1 (Augsburg, Wertingen) und die Deutsche Zentrumspartei.